# Canatha subangulalis
Canatha subangulalis är en fjärilsart som beskrevs av Walker 1866. Canatha subangulalis ingår i släktet Canatha och familjen nattflyn. Inga underarter finns listade i Catalogue of Life.